# آنسوی آتش
آنسوی آتش فیلمی به کارگردانی و نویسندگی کیانوش عیاری و بازیگری خسرو شجاع‌زاده. سیامک اطلسی. عاطفه رضوی. نعمت‌الله لاریان. مهرداد وفادار. کاظم وفادار و پروین سلیمانی ساخته شد.

## داستان
نوذر پس از آزادی از زندان به سراغ برادر خود، عبدالحمید، می‌رود تا سهم خود را از پولی که شرکت نفت بابت تصاحب خانه آن‌ها پرداخته بگیرد. عبدالحمید نگهبان شرکت نفت است. نوذر به عنوان کارگر حفاری در شرکت نفت مشغول کار می‌شود و به آسیه، دختر لال شیر فروش، دل می‌بندد. عبدالحمید از علاقه نوذر به آسیه خبردار می‌شود و برای آن که از شر نوذر خلاص شود، از مادرش می‌خواهد که دختر را برای نوذر خواستگاری کند. نوذر از غیبت برادر استفاده می‌کند و اتاقکش را به هم می‌ریزد. عبدالحمید با نوذر گلاویز می‌شود و به تلافی، النگوهایی را که نوذر برای آسیه خریده است به میان تالابی در کنار شعله‌های آتش پرتاب می‌کند. آسیه به دنبال النگوها به میان تالاب می‌رود و آن‌ها را می‌یابد.
این فیلم به بخشی از پیامدهای اجتماعی نفت می‌پردازد.